# Leszek Woszczyński
Leszek Woszczyński (ur. 15 kwietnia 1931 w Krzykosach, zm. 4 sierpnia 2014) – polski choreograf i założyciel Zespołu Pieśni i Tańca „Anilana” oraz twórca łódzkich Międzynarodowych Warsztatów Folklorystycznych.

## Życiorys
Początkowo Woszczyński pracował w Łodzi jako nauczyciel wychowania Fizycznego. W latach 50. XX w. dołączył do zespołu Feliksa Parnella, który namówił go do podjęcia studiów choreograficznych. Po ukończonych studiach Woszczyński pracował w Młodzieżowym Domu Kultury i kierował szkółką baletową, prowadził zespół folklorystyczny, uczył tańca nowoczesnego i kierował bigbitowym zespołem „Dziwne Rzeczy”. W 1970 został kierownikiem artystycznym Zespołu Pieśni i Tańca „Anilana” powstałym przy Zakładach Włókien Chemicznych Chemitex-Anilana, którym kierował do swojej śmierci.
W repertuarze zespołu były tradycyjne tańce ludowe z regionu łowickiego, rzeszowskiego, sieradzkiego, opoczyńskiego, Krakowa, Podhala, mazury i polonezy, a także widowiska sceniczne jak: „Noc Kupały”, „Karczma łowicka”, „Na krakowskim rynku”, czy nawiązujące do historii Łodzi: „Fajka na Księżym Młynie”, „Spacer po Łodzi” i „Wesele żydowskie” prezentowane w trakcie Festiwalu Łódź Czterech Kultur. Woszczyński jeździł z zespołem w trasy po Polsce i świecie, biorąc udział w festiwalach folklorystycznych w: Belgii, Czechach,Estonii, Finlandii, Francji, Gruzji, Hiszpanii, Holandii, Korei Północnej, Litwie, Łotwie, Serbii, Portugalii, Włoszech, Rumunii, Wielkiej Brytanii, Turcji, Iraku i Izraelu.
Woszczyński był także konsultantem zespołów polonijnych m.in. w Wielkiej Brytanii i Francji oraz był wykładowcą Studium Folklorystycznego dla Instruktorów Zespołów Polonijnych w Lublinie, a także inicjatorem powstania w 1989 Międzynarodowych Warsztatów Folklorystycznych w Łodzi. Został pochowany 11 sierpnia 2014 na cmentarzu komunalnym „Szczecińska” przy ul. Hodowlanej w Łodzi.

## Odznaczenia
- Odznaka „Za Zasługi dla Miasta Łodzi” (wraz z zespołem Anilany),
- Srebrny medal „Zasłużony Kulturze Gloria Artis”,
- Krzyż Kawalerski Orderu Odrodzenia Polski[1],
- Nagroda Miasta Łodzi (2000)[4][1],
- Honorowy Medal Wojewody Łódzkiego,
- Honorowy Medal „Serce Dziecku”[1].

## Upamiętnienie
Zespół Pieśni i Tańca „Anilana” nosi imię Leszka Woszczyńskiego.